# Гальнево
Гальнево — деревня в Сергиево-Посадском районе Московской области России, входит в состав сельского поселения Березняковское.

## Население
| 1859 | 1895 | 1905 | 1926 | 2002 | 2006 | 2010 |
| ---- | ---- | ---- | ---- | ---- | ---- | ---- |
| 113  | ↗116 | →116 | ↘110 | ↘7   | ↗11  | ↘10  |

## География
Деревня Гальнево расположена на севере Московской области, в восточной части Сергиево-Посадского района, примерно в 67 км к северу от Московской кольцевой автодороги и 15 км к северо-востоку от станции Сергиев Посад Ярославского направления Московской железной дороги, в верховье речки Звенигородки бассейна Клязьмы.
В 2 км западнее деревни проходит Ярославское шоссе М8, в 6 км юго-западнее — Московское большое кольцо А108, в 9 км к северу — автодорога Р75 Александров — Владимир. Ближайшие сельские населённые пункты — деревни Истомино и Терпигорьево.
Связана автобусным сообщением с районным центром — городом Сергиевым Посадом.

## История
В «Списке населённых мест» 1862 года — владельческая деревня 2-го стана Александровского уезда Владимирской губернии по правую сторону Ярославского шоссе от границы Дмитровского уезда к Переяславскому, в 19 верстах от уездного города и 37 верстах от становой квартиры, при прудах, с 13 дворами и 113 жителями (48 мужчин, 65 женщин).
По данным на 1895 год — деревня Рогачёвской волости Александровского уезда с 116 жителями (49 мужчин, 67 женщин). Основным промыслом населения являлось хлебопашество, в зимнее время женщины и подростки занимались размоткой шёлка и клеением гильз, 32 человека уезжали в качестве рабочих на отхожий промысел на фабрики Александровского уезда.
1923—1929 гг. — центр Гальневского сельсовета Рогачёвской волости.
По материалам Всесоюзной переписи населения 1926 года — деревня Гальневского сельсовета Рогачёвской волости Сергиевского уезда Московской губернии в 9,6 км от Ярославского шоссе и 19,2 км от станции Сергиево Северной железной дороги; проживало 110 человек (62 мужчины, 48 женщин), насчитывалось 20 крестьянских хозяйств.
С 1929 года — населённый пункт Московской области в составе:
- Дивовского сельсовета Сергиевского района (1929—1930)[14],
- Дивовского сельсовета Загорского района (1930—1954)[15],
- Бужаниновского сельсовета Загорского района (1954—1963, 1965—1991)[15][16][17],
- Бужаниновского сельсовета Мытищинского укрупнённого сельского района (1963—1965)[16],
- Бужаниновского сельсовета Сергиево-Посадского района (1991—1994)[17],
- Бужаниновского сельского округа Сергиево-Посадского района (1994—2006)[18],
- сельского поселения Березняковское Сергиево-Посадского района (2006 — н. в.)[19][20].